# Culicoides kurensis
Culicoides kurensis är en tvåvingeart som beskrevs av Dzhafarov 1960. Culicoides kurensis ingår i släktet Culicoides och familjen svidknott. Inga underarter finns listade i Catalogue of Life.